# Lijst van beschermd onroerend erfgoed in Vorst
Een overzicht van het beschermde onroerend erfgoed in Vorst. Het beschermd onroerend erfgoed maakt deel uit van het cultureel erfgoed in België.
| Object                                                             | Datum beschermd?                     | Bouwjaar/architect            | Stijl                    | Typologie                 | Adres                                                                               | Coördinaten | Id-nummer?  | Afbeelding                                                    |
| ------------------------------------------------------------------ | ------------------------------------ | ----------------------------- | ------------------------ | ------------------------- | ----------------------------------------------------------------------------------- | ----------- | ----------- | ------------------------------------------------------------- |
| Sint-Augustinuskerk                                                | 08/08/1988                           | 1936 A. WATTEYNE              | Art deco                 | Kerk                      | HOOGTE HONDERDPLEIN 0                                                               |             | 2322-0011/0 | Sint-Augustinuskerk                                           |
| École Normale de Berkendael en de tuin                             |                                      | 1899 Louis DE RIJCKER         | Eclecticisme             | Gebouw en tuin            | BERKENDAELSTRAAT 70 - 72                                                            |             | 2322-0023/0 | École Normale de Berkendael en de tuin                        |
| Art-nouveauhuis                                                    | 23/02/2006                           | 1903 Alphonse BOELENS         | Art nouveau              | Huis                      | BESMELAAN 103                                                                       |             | 2322-0043/0 | Art-nouveauhuis                                               |
| Varenbeuk                                                          |                                      |                               |                          | Opmerkelijke boom         | BESMELAAN 22                                                                        |             | 2322-0055/0 |                                                               |
| Colchide esdoorn (Acer cappadocicum) en 3 beuken (Fagus sylvatica) |                                      |                               |                          | Opmerkelijke boom         | BRUGMANNLAAN 118                                                                    |             | 2322-0051/0 |                                                               |
| Geheel van drie art-nouveauhuizen                                  |                                      | 1904 Ernest BLEROT            | Art nouveau              | Architecturaal geheel     | BRUGMANNLAAN 120 - 124                                                              |             | 2322-0034/0 |                                                               |
| Huis Dubois                                                        | 20/07/1972                           | 1907 Victor HORTA             | Art nouveau              | Huis                      | BRUGMANNLAAN 80                                                                     |             | 2322-0002/0 | Huis Dubois                                                   |
| Kerk van de Paters Barnabieten                                     |                                      | 1905 Léopold PEPERMANS        | Neogotisch               | Kerk                      | BRUGMANNLAAN 119 - 121                                                              |             | 2322-0031/0 | Kerk van de Paters Barnabieten                                |
| Dudenpark                                                          | 26/10/1973                           |                               |                          | Bos en woud               | GABRIEL FAURELAAN 0, VICTOR ROUSSEAULAAN 0, BRUSSELSE                               |             | 2322-0004/0 | Dudenpark                                                     |
| Sint-Denijskerk                                                    | 21/12/1936                           | 1200-1800                     | Gotisch                  | Kerk                      | BRUSSELSE STEENWEG 1                                                                |             | 2322-0001/0 | Sint-Denijskerk                                               |
| Sportcentrum Joseph Marien                                         | 11/02/2010                           | 1922 Albert CALLEWAERT        | Art deco                 | Sportcomplex              | BRUSSELSE STEENWEG 221 - 227                                                        |             | 2322-0037/1 | Sportcentrum Joseph Marien                                    |
| Gemeentehuis van Vorst                                             | 22/10/1992                           | 1934-1938 Jean-Baptiste DEWIN | Art deco                 | Gemeentehuis              | PASTOORSSTRAAT 2                                                                    |             | 2322-0015/0 | Gemeentehuis van Vorst                                        |
| Huis en atelier van schilderes en beeldhouwster Louise de Hem      | 09/10/1997                           | 1902-1905 Ernest BLEROT       | Art nouveau              | Architecturaal geheel     | DARWINSTRAAT 15 - 17                                                                |             | 2322-0030/0 | Huis en atelier van schilderes en beeldhouwster Louise de Hem |
| Domein van Magnanerie                                              |                                      |                               |                          | Park                      | DOMEINLAAN 0, MINERVALAAN 0                                                         |             | 2322-0020/0 |                                                               |
| Voormalige cinema Kursaal                                          |                                      | 1928 MASURE                   | Art deco                 | Bioskoop                  | HALLESTRAAT 11                                                                      |             | 2322-0028/0 |                                                               |
| Jupiterpark                                                        |                                      |                               |                          | Park                      | JUPITERLAAN 0, GABRIEL FAURELAAN 0, BESMELAAN 0                                     |             | 2322-0022/0 |                                                               |
| Jacques Brelpark                                                   | 17/06/1993                           |                               |                          | Bos en woud               | KERSBEEKLAAN 254 - 270                                                              |             | 2322-0012/0 |                                                               |
| Sociale woningen                                                   | 06/11/1997                           | 1901 Léon GOVAERTS            | Art nouveau              | Sociale huisvesting >1919 | MARCONISTRAAT 32                                                                    |             | 2322-0032/0 | Sociale woningen                                              |
| Voormalige La Magnéto Belge                                        |                                      | 1941 L. GUIANNOTTE            | Art deco                 | Industrieel gebouw        | MARCONISTRAAT 123 - 127                                                             |             | 2322-0035/0 |                                                               |
| Voormalige watertoren                                              |                                      | 1904                          | Industriële architectuur | Watertoren                | MARCONISTRAAT 167                                                                   |             | 2322-0025/0 |                                                               |
| Cinema Movy Club                                                   |                                      | 1930 Frédéric LEROY           | Art deco                 | Bioskoop                  | MONNIKENSTRAAT 21                                                                   |             | 2322-0027/0 |                                                               |
| Eigen huis van architect Jean-Baptiste Dewin                       | 08/11/2007                           | 1905 Jean-Baptiste DEWIN      | Art nouveau              | Huis                      | MOLIERELAAN 151                                                                     |             | 2322-0038/0 | Eigen huis van architect Jean-Baptiste Dewin                  |
| Geheel van drie art-nouveaugebouwen                                | 28/06/2001                           | 1908-1910 Paul VIZZAVONA      | Art nouveau              | Architecturaal geheel     | BRUGMANNLAAN 176 - 178, MOLIERELAAN 177 - 179                                       |             | 2071-0026/0 | Geheel van drie art-nouveaugebouwen                           |
| Huis Danckaert                                                     |                                      | 1922 Jean-Baptiste DEWIN      | Art deco                 | Huis                      | MEYERBEERSTRAAT 29 - 33                                                             |             | 2322-0058/0 | Huis Danckaert                                                |
| Huis Philippot                                                     | 01/06/1987                           | 1905 Jules BRUNFAUT           |                          | Huis                      | MOLIERELAAN 153 - 155                                                               |             | 2322-0010/0 | Huis Philippot                                                |
| Huis Rizzo                                                         | 30/08/2012                           | 1909 Paul PICQUET             | Neo-Renaissance          | Huis                      | MOLIERELAAN 139                                                                     |             | 2322-0056/0 | Huis Rizzo                                                    |
| Art-nouveauhuis                                                    | 23/02/2006                           | 1905 Arthur NELISSEN          | Art nouveau              | Huis                      | KEMMELBERGLAAN 6                                                                    |             | 2322-0040/0 |                                                               |
| Eigen huis van architect Arthur Nelissen                           | 23/02/2006                           |                               | Eclecticisme             | Huis                      | KEMMELBERGLAAN 5                                                                    |             | 2322-0036/0 | Eigen huis van architect Arthur Nelissen                      |
| Huis Drie Fonteinen                                                | 15/02/1996                           | 1900                          | Neo-Vlaamse renaissance  | Huis                      | NEERSTALSE STEENWEG 327                                                             |             | 2322-0018/0 |                                                               |
| Park van de villa des Trois fontaines                              | 17/09/1992 (aangepast op 26/11/1992) |                               |                          | Park                      | NEERSTALSE STEENWEG 323 - 327                                                       |             | 2322-0013/0 |                                                               |
| Gemeenteschool nr. 4 (école en couleur)                            | 12/02/1998                           | 1905 Henri JACOBS             | Art nouveau              | School                    | RODENBACHSTRAAT 37 - 39                                                             |             | 2322-0033/0 | Gemeenteschool nr. 4 (école en couleur)                       |
| Herenhuis in Beaux-Artsstijl met tuin (woning A. Vandekerckhove?)  | 05/03/1998                           | 1911 Henri VAN MASSENHOVE     | Beaux-Arts               | Herenhuis                 | KONINGLAAN 164 - 166                                                                |             | 2322-0019/0 |                                                               |
| Abdij van Vorst                                                    | 08/09/1994                           | 1764 Laurent-Benoit DEWEZ     | Classicisme              | Abdij                     | ABDISSENSTRAAT 0, BRUSSELSE STEENWEG 0, BRITS TWEEDELEGERLAAN 0, SINT-DENIJSPLEIN 0 |             | 2322-0014/0 | Abdij van Vorst                                               |
| Rode beuk (Fagus sylvatica f. purpurea)                            |                                      |                               |                          | Opmerkelijke boom         | VAN VOLXEMLAAN 164                                                                  |             | 2322-0039/0 |                                                               |
| Voormalige Brouwerij Wielemans-Ceuppens - kantoorgebouw            | 20/07/1993                           | 1930 Adrien BLOMME            | Industriële architectuur | Kantoorgebouw             | VAN VOLXEMLAAN 366 - 368                                                            |             | 2322-0017/1 | Voormalige Brouwerij Wielemans-Ceuppens - kantoorgebouw       |
| Voormalige Brouwerij Wielemans-Ceuppens (Wiels)                    | 20/07/1993                           | Adrien BLOMME                 | Art deco                 | Brouwerij                 | VAN VOLXEMLAAN 354 - 364                                                            |             | 2322-0017/0 | Voormalige Brouwerij Wielemans-Ceuppens (Wiels)               |
| Tamme kastanje (Castanea sativa)                                   |                                      |                               |                          | Opmerkelijke boom         | WIJNOOGSTDREEF 27                                                                   |             | 2322-0044/0 |                                                               |
| Park van Vorst                                                     | 04/06/1973                           |                               |                          | Park                      | VILLALAAN 0, ROCHEFORTPLEIN 0, KEMMELBERGLAAN 0                                     |             | 2322-0003/0 | Park van Vorst                                                |
| Gevangenis van Vorst                                               | 02/04/2015                           | A.f. BOUCKAERT                | Vlaamse neorenaissance   |                           | BERKENDAEL VERBINDINGSLAAN 50 - 52                                                  |             | 2322-0053/0 | Gevangenis van Vorst                                          |
| Station Vorst-Zuid                                                 | 24/09/2015                           | 1862 Auguste Payen            | Neoclassicisme           | Treinstation              | Stationsplein                                                                       |             | 2322-0016/1 | Station Vorst-Zuid                                            |